# Sian Clifford
Sian Clifford (Londra, 7 aprile 1982) è un'attrice britannica.

## Biografia
Ha studiato alla Royal Academy of Dramatic Art di Londra, da cui si è laureata nel 2006. È nota soprattutto per aver interpretato Martha Crawley nella serie TV Vanity Fair - La fiera delle vanità e Claire in Fleabag, per cui è stata candidata all'Emmy Award alla migliore attrice non protagonista in una serie commedia e ha vinto il BAFTA alla miglior performance comica femminile nel 2020. Ha recitato anche in campo teatrale, apparendo in Pains of Youth al National Theatre, Consent all'Harold Pinter Theatre e The Road to Mecca all'Arcola Theatre.

## Filmografia parziale

### Cinema
- Il ritratto del duca (The Duke), regia di Roger Michell (2020)
- Omicidio nel West End (See How They Run), regia di Tom George (2022)
- Chevalier, regia di Stephen Williams (2022)
- La ragazza del mare (Young Woman and the Sea), regia di Joachim Rønning (2024)

### Televisione
- L'ispettore Barnaby (Midsomer Murders) – serie TV, episodio 15x06 (2013)
- Fleabag – serie TV, 12 episodi (2016-2019)
- Vanity Fair - La fiera delle vanità (Vanity Fair) – miniserie TV, 5 puntate (2018)
- Quiz – miniserie TV, 3 puntate (2020)
- Two Weeks to Live – miniserie TV, 6 puntate (2020)
- His Dark Materials - Queste oscure materie (His Dark Materials) – serie TV, 3 episodi (2022)
- Unstable - serie TV (2023)

## Doppiatrici italiane
Nelle versioni in italiano delle opere in cui ha recitato, Sian Clifford è stata doppiata da:
- Selvaggia Quattrini in Fleabag, Quiz, Two Weeks to Live, Unstable
- Angela Brusa in Vanity Fair - La fiera delle vanità, Chevalier
- Rossella Acerbo in Star Wars: The Bad Batch
- Ilaria Latini in Omicidio nel West End
- Claudia Catani ne La ragazza del mare